# Semele androgyna
Semele androgyna, conhecida pelo nome comum alegra-campo , é uma planta da família botânica Ruscaceae, endémica da Madeira e Canárias.
Apresenta-se como arbusto perene, bastante ramoso, e de caules trepadores.
Apresenta cladódios (caules modificados) coriáceos semelhantes a folhas, ovados a ovado-lanceolados, de até 14 centímetros de comprimento. A sua floração ocorre normalmente entre Abril e Junho.
Tem flores unissexuais, pequenas, amarelo-esverdeadas, reunidas em glomérulos, nas margens dos cladódios. Os seus frutos globosos de cor vermelha.
É uma espécie endémica da ilha da Madeira e das Canárias, abundante na floresta de laurissilva do barbusano. Ocorre também na ilha de Porto Santo e na Deserta Grande.
Ao longo dos tempos foi utilizada como planta ornamental, cultivada em jardins. Os ramos são usados na decoração dos presépios tradicionais madeirenses.